# Fablok
A Fablok egy lengyel mozdonygyártó vállalat, melynek székhelye Chrzanówban található. Hivatalos neve 1947-ig Első Lengyel Mozdonygyár Kft. volt (lengyelül: Pierwsza Fabryka Lokomotyw w Polsce Sp. Akc.), a Fablok a Fabryka Lokomotyw széles körben használt szótagos rövidítése, többek között a vállalat távíró címeként. A cég neve mostantól[mikor?] „BUMAR – FABLOK S.A. (részvénytársaság)”. 2009 óta a Fablok már nem gyárt új mozdonyokat.